# Eudes (piłkarz)
Eudes, właśc. Eudes Lacerda Medeiros (ur. 8 kwietnia 1955 w Lorenie) – piłkarz brazylijski, występujący na pozycji ofensywnego pomocnika.

## Kariera klubowa
Karierę piłkarską Eudes rozpoczął w klubie Portuguesa São Paulo w 1974 roku. W Portuguesie 24 kwietnia 1974 w zremisowanym 1-1 meczu z Sportem Recife Eudes zadebiutował w lidze brazylijskiej. W 1980 roku występował we Comercialu Ribeirão Preto. W latach 1981–1983 występował w Cruzeiro EC. Z Cruzeiro zdobył mistrzostwo stanu Minas Gerais – Campeonato Mineiro w 1982 roku.
W barwach Cruzeiro Eudes wystąpił ostatni raz w lidze brazylijskiej 13 marca 1983 w przegranym 0-1 meczu z Guarani FC. Ogółem w latach 1974–1983 w I lidze wystąpił w 64 meczach, w których strzelił 7 bramek. Karierę zakończył w 1987 w klubie Noroeste Bauru.

## Kariera reprezentacyjna
Eudes występował w olimpijskiej reprezentacji Brazylii. W 1975 roku zdobył z nią złoty medal Igrzysk Panamerykańskich. Na turnieju w Meksyku wystąpił w sześciu meczach z Kostaryką, Nikaraguą (bramka), Boliwią, Argentyną, Trynidadem i Tobago (bramka) i Meksykiem.
W 1976 roku Eudes uczestniczył w Igrzyskach Olimpijskich w Montrealu. Na turnieju Eudes wystąpił w trzech meczach reprezentacji Brazylii z Izraelem, Polską i ZSRR.